# Everybody's Doing It (film, 1938)
Pour les articles homonymes, voir Everybody's Doing It.
Pour plus de détails, voir Fiche technique et Distribution.
Everybody's Doing It est un film américain réalisé par Christy Cabanne, sorti en 1938.

## Fiche technique
- Réalisation : Christy Cabanne
- Scénario : J. Robert Bren, Edmund Joseph, Harry Segall
- Photographie : Nicholas Musuraca, Paul Vogel
- Montage : Ted Cheesman
- Genre : Comédie[1]
- Musique : Frank Tours
- Producteur : William Sistrom
- Société de production : RKO Radio Pictures
- Durée : 67 minutes
- Date de sortie : 14 janvier 1938

## Distribution
- Preston Foster : Bruce Keene
- Sally Eilers : Penny Wilton
- Cecil Kellaway : Mr. Beyers
- Lorraine Krueger : Bubbles Blane
- William Brisbane : Willy Beyers
- Richard Lane : Steve Devers
- Guinn Williams : Softy Blane
- Arthur Lake : Waldo
- Solly Ward : Gus
- Frank M. Thomas : Charlie
- Herbert Evans : Grady
- Jack Carson : Lieutenant
- Fuzzy Knight : Gangster
- Willie Best : Jasper